# 楠通
楠通（法語：Nanton，法語發音：[nɑ̃tɔ̃]）是法国索恩-卢瓦尔省的一个市镇，属于索恩河畔沙隆区。

## 地理
楠通（46°37'11"N, 4°48'58"E）面积14.03 平方千米，位于法国勃艮第-弗朗什-孔泰大區索恩-卢瓦尔省，该省份为法国中部省份，北起顺时针与科多尔省、汝拉省、安省、罗讷省、卢瓦尔省、阿列省和涅夫勒省接壤。
与楠通接壤的市镇（或旧市镇、城区）包括：蒙索拉尼、拉沙佩勒德布拉尼、埃特里尼、瑞日、莱沃、拉勒、芒塞、韦尔。

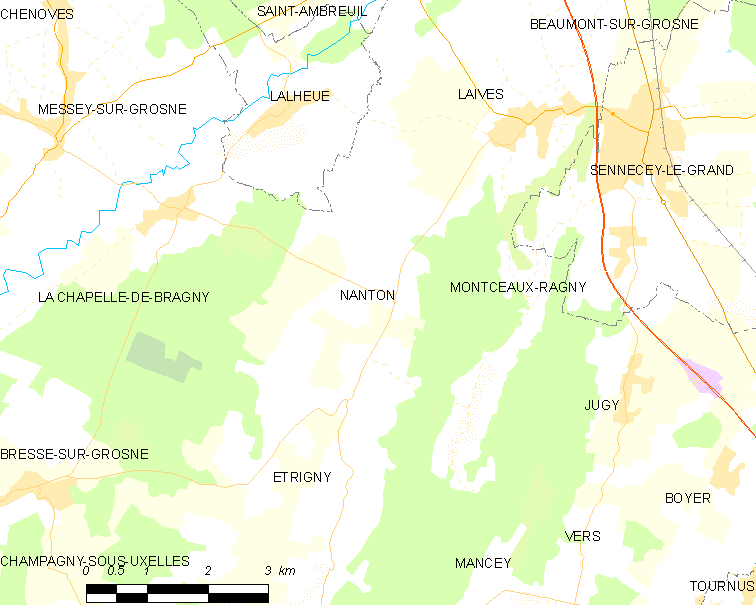
楠通的OSM定位图

楠通的时区为UTC+01:00、UTC+02:00（夏令时）。

## 行政
楠通的邮政编码为71240，INSEE市镇编码为71328。

## 政治
楠通所属的省级选区为图尔尼县。

## 人口

1962-2008年间楠通人口变化图示

楠通于2022年1月1日时的人口数量为654人。